# Inés María Calero
Inés María Calero Rodríguez (Punta de Piedras, 21 de marzo de 1969) es una modelo y actriz venezolana, ganadora del certamen de Miss Venezuela 1987.

## Biografía
Inés María Calero nació en Punta de Piedras, Estado Nueva Esparta, Venezuela el 21 de marzo de 1969, pero se crio en la ciudad de Caracas, tiene ascendencia española de parte materna.

## Vida personal
En 1993, contrajo nupcias con el "Astro del Merengue" Miguel Moly y de esa unión tiene dos hijos: el también cantante venezolano Jonathan Moly y Marinés Estefanía Moly. Él y Inés María Calero se divorciaron en el año 2016 después de 23 años de casados, actualmente reside en los Estados Unidos en la ciudad de Miami.

## Carrera
En 1987, participó en el Miss Venezuela representando al estado Nueva Esparta. El concurso se efectuó el viernes 6 de febrero de 1987, en el Teatro Municipal de Caracas y contó con la participación de 23 aspirantes al título. En dicha edición, Calero se alzó con la corona y obtuvo, además, el título de Miss Fotogénica. Medía 1.79 m de estatura y sus medidas eran 89-59-89. Seguidamente, acudió al Miss Sudamérica 1987, celebrado en Cartagena, Colombia en el cual obtuvo la banda de segunda finalista. Posteriormente, asistió al Miss Universo 1987, efectuado en el World Tralde Center de Singapur y clasificó como tercera finalista. En 1988, entregó su corona como Miss Venezuela y se dedicó a la actuación en diversos dramáticos de RCTV y Venevisión.

## Telenovelas
| Televisión | Televisión       | Televisión         | Televisión |
| Año        | Título           | Personaje          | Cadena     |
| ---------- | ---------------- | ------------------ | ---------- |
| 1988-1989  | Abigaíl          | Bárbara Urdaneta   | RCTV       |
| 1989       | Rubí rebelde     | Gladys Castro Ruíz | RCTV       |
| 1990-1991  | De mujeres       | Dulce María Alfaro | RCTV       |
| 1992       | La loba herida   | Muñeca Sulbarán    | Venevisión |
| 1997       | Todo por tu amor | Irene Carvajal     | Venevisión |
| 2004       | Ángel rebelde    | Diana Duarte       | Venevisión |